# Czuły pocałunek
Czuły pocałunek (ang. Ae Fond Kiss...) – brytyjski dramat romantyczny wyreżyserowany w 2004 roku przez Kena Loacha. W rolach głównych wystąpili debiutant Atta Yaqub i Eva Birthistle.
Tematem filmu jest historia miłosna Angielki i Pakistańczyka na tle życia Non Resident Indians, Indusów żyjących w Wielkiej Brytanii w Glasgow. Film przedstawia konfrontację dwóch światów: zachodniego, odchodzącego od religii, uwalniającego się od więzów rodziny pierwotnej, pełnego wolności, ale i niestałości w związkach i pakistańskiego, muzułmańskiego, zakorzenionego w wartościach religii, ściśle związanego z rodziną, wspólnotą religijną, nastawionego na tradycję, wczesne i stałe małżeństwo wychowujące dzieci.
Tytuł filmu zapożyczono z wiersza Roberta Burnsa Ae fond kiss, and then we sever!.

## Fabuła
Szkocja. Glasgow. Tutaj właśnie zamieszkuje muzułmańska rodzina Khanów. Głowa rodziny, ojciec jest uchodźcą z Pendżabu. W 1947 roku podczas podziału Indii 8-letni wówczas ojciec rodziny brał udział w exodusie milionów muzułmanów wywędrowujących z indyjskiej części Pendżabu do Pakistanu i Hindusów uchodzących z pakistańskiej części Pendżabu do Indii. Podczas ucieczki przed bratobójczymi rzeziami porwano mu brata bliźniaka. Chłopca nigdy nie odnaleziono. Na jego cześć nazwał potem swojego syna Kasim. Dziś Casim ukończył studia z księgowości i pracuje jako dyskdżokej, marząc o założeniu własnego klubu. Otoczony czułością matki, podporządkowany ojcu, musztrujący młodszą siostrę Taharę marzącą (wbrew woli ojca widzącego w niej lekarza) o studiowaniu dziennikarstwa w Edynburgu. Podwożąc do szkoły szykanowaną za kolor skóry Taharę, Casim poznaje jej nauczycielkę, jasnowłosą Irlandkę Roisin. Mimo tego, że za kilka miesięcy rodzina zaaranżowała jego małżeństwo z kuzynką z Indii, Casin zaczyna się spotykać z Irlandką. Urzeczony nią decyduje się na romans. Rozwiedziona, zraniona już przez mężczyzn Roisin chce widzieć w Casimie dopełnienie swego życia. Casim musi wybrać – pozamałżeński związek z kobietą, którą kocha, za cenę utraty miejsca w rodzinie i wspólnocie muzułmańskiej czy podporządkowanie się wartościom wpojonym mu przez rodzinę, zaaranżowany ślub z Induską i utrata miłości Roisin.

## Obsada
- Atta Yaqub – Casim Khan
- Eva Birthistle – Roisin Hanlon
- Ahmad Riaz – Tariq Khan
- Shamshad Akhtar – Sadia Khan
- Shabana Akhtar Bakhsh – Tahara Khan (as Shabana Bakhsh)
- Ghizala Avan – Rukhsana Khan
- Shy Ramsan – Hamid